# Борисоглєбський район (Ярославська область)
Борисоглєбський район, Борисоглібський район (рос. Борисоглебский район) — адміністративна одиниця Ярославської області Російської Федерації.
Адміністративний центр — селище міського типу Борисоглєбський.

## Адміністративний поділ
До складу району входять 5 сільських поселень:
1. Андреєвське сільське поселення (д. Андреєвське)
  - Дем'яновський сільський округ
  - Яковцевський сільський округ
2. Борисоглєбське сільське поселення (смт Борисоглєбський)
  - рс Борисоглєбський (відповідає смт Борисоглєбський)
  - Краснооктябрський сільський округ
  - Селищенський сільський округ
3. Вощажниковське сільське поселення (с. Вощажниково)
  - Вощажніковський сільський округ
  - Неверковський сільський округ
  - Раменський сільський округ
4. Високовське сільське поселення (с. Високово)
  - Високовський сільський округ
  - Давидовський сільський округ
5. Інальцинське сільське поселення (д. Інальцино)
  - Андреєвський сільський округ
  - Покровський сільський округ
  - Щуровський сільський округ